# Agrilus putillus
Agrilus putillus är en skalbaggsart som beskrevs av Thomas Say 1833. Agrilus putillus ingår i släktet Agrilus och familjen praktbaggar.

## Underarter
Arten delas in i följande underarter:
- A. p. parputillus
- A. p. putillus